# Carl-Axel Jansson
Carl-Axel Jansson (Estocolmo, 5 de mayo de 1925) es un botánico sueco, especialista en la familia de las crasuláceas y las begoniáceas.

## Algunas publicaciones
- 1979. Natur i Göteborgs och Bohus län norra och mellersta delen: Natur i Göteborgs och Bohus län norra och mellersta delen. Ed. Länsstyrelsen i Göteborgs och Bohuslän
- 1970. Flora Iranica: Crassulaceae. Vol. 72. Ed. Akad. Druck- und Verlag-Anst. 40 pp. ISBN 3201007285, ISBN 9783201007283
- 1967. Tilläggsmatematik 8. Ed. Axademiförlaget-Gumperts
- 1966. A New Begonia Hybrid. Acta horti Gotoburgensis 28 (4 ) 4 pp.
- 1966. Two New Species of Rosularia from the Orient. Acta horti Gotoburgensis 28 (6 ) 7 pp.
- 1964. A New Sedum-species from Mt Victoria in Burma. Acta horti Gotoburgensis 27 ( 2) 4 pp.

### Eponimia
- (Begoniaceae) Begonia × lindquistii C.-A.Jansson[3]